# Staffelstein (Malbergweich)
Staffelstein ist ein Weiler der Ortsgemeinden Malbergweich und Sefferweich im Eifelkreis Bitburg-Prüm in Rheinland-Pfalz.

## Geographische Lage
Staffelstein liegt westlich von Malbergweich (Entfernung: 1,3 km) und östlich von Sefferweich (Entfernung: 1,6 km) auf einer Hochebene. Der östliche und größere Teil des Weilers gehört zu Malbergweich und der westliche Teil mit nur einem Gebäude gehört zu Sefferweich. Staffelstein ist hauptsächlich von landwirtschaftlichen Nutzflächen sowie einem Waldgebiet im Südwesten umgeben.

## Geschichte

### Funde und Trigonometrisches Signal
Nördlich von Staffelstein wurden an sieben Örtlichkeiten im Jahre 1908 tierische Versteinerungen gefunden. Erstmals genutzt wurde die heutige Gemarkung im Jahre 1803. Wenig nördlich der heutigen Siedlung errichtete man ein Trigonometrisches Signal, welches der Landvermessung diente.

### Ortsgeschichte
Das erste Gebäude von Staffelstein wurde im Jahre 1838 erbaut. Es befand sich jedoch rund einen Kilometer weiter nördlich der heutigen Siedlung. Das Gebäude wurde später durch einen Brand zerstört und ist seitdem verfallen. Zwischen 1845 und 1870 befand sich in Staffelstein eine Poststation. Heute ist der Weiler überwiegend industriell geprägt, vor allem aufgrund der strategisch günstigen Lage in der Nähe zur Bundesautobahn 60.

### Meilenstein von Staffelstein
Einen Kilometer nördlich des Weilers befindet sich der namensgebende Meilenstein von Staffelstein. Es handelt sich um einen Meilenstein aus der Römerzeit. Er weist eine Höhe von etwas mehr als einen Meter auf und einen Durchmesser von rund 40 cm. Auf der Oberfläche sind diverse eingeritzte Symbole zu erkennen. Bei Straßenbauarbeiten wurde der Stein auf eine Böschung neben der heutigen Straße versetzt.

## Naherholung
Sehenswert ist in Staffelstein vor allem der bereits erwähnte römische Meilenstein.
Die nächstgelegenen Wanderwege befinden sich in Malbergweich und Sefferweich, vor allem im Bereich der ausgedehnten Waldgebiete.

## Wirtschaft und Infrastruktur

### Unternehmen
In Staffelstein sind ein Reinigungsunternehmen, ein Kunststoffhändler sowie ein Restaurant ansässig.

### Verkehr
Es existiert eine regelmäßige Busverbindung.
Der Weiler ist durch die Landesstraßen 32 und 34 erschlossen. Beide kreuzen sich in Staffelstein. Zudem befindet sich die Siedlung wenig nördlich der A 60.